# رود سیت
رود سیت (انگلیسی: Sit) یک رودخانه در استان یاروسلاول کشور روسیه است.